# Odontotonyx ruficeps
Odontotonyx ruficeps är en skalbaggsart som beskrevs av Lea 1919. Odontotonyx ruficeps ingår i släktet Odontotonyx och familjen Melolonthidae. Inga underarter finns listade i Catalogue of Life.